# Riu Barak

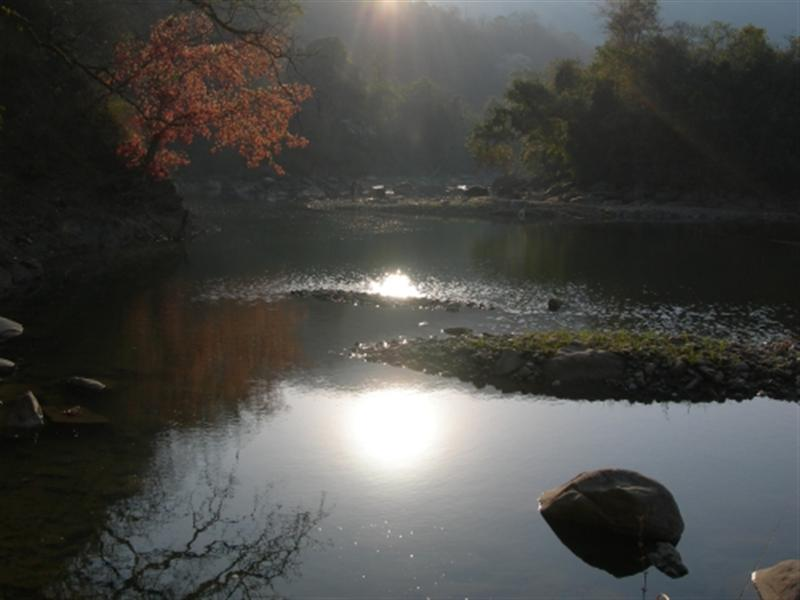
Riu Barak a Manipur.

Barak o Surma és un riu de Manipur, Mizoram, Assam i Bangladesh, que en part forma la vall del sud del territori d'Assam (antigament els districtes de Cachar i Sylhet, avui aquest darrer a Bangladesh i el primer subdividit).
El riu neix com a Barak a les muntanyes Cachar, en territori de Manipur (prop de Mao Songsan); rep com afluents els Gumti, Howrah, Kagni, Senai Buri, Hari Mangal, Kakrai, Kurulia, Balujhuri, Shonaichhari i Durduria. Corre a l'oest per Manipur i entra a Mizoram on gira al sud-oest i entra a l'estat d'Assam on se li uneixen diversos afluents entre els quals el Tipai, sent conegut ja com a Surma, i seguint a l'oest i entra a la plana prop de Lakhipur. Continua a l'oest, passa per Silchar on se li uneix el Madhura i abans d'entrar a Bangladesh es divideix en el Surma i el Kusiyara. La branca Surma, és la septentrional i principal, i la més petita i meridional és el Kushiyara. Les dues branques acaben desaiguant al Meghna. El Kusiyara es divideix al seu torn en dues branques quan se li uneix el Manu, el Bibiyana al nord (després anomenada Kalni) que es reuneix al Surma, i la del sud que recupera el nom de Barak, i també retroba el Surma prop d'Habiganj, i finalment desaigua al Meghna.
Els principals afluents a Assam són el Jiri, Chiri, Madhura, Jatinga, Lubah, Chengar Khal i Painda per la dreta; i el Sonai (Tuirial), Katakhal, Langai (o Longai), Manu, i Khoar, a l'esquerra. Altres són el Dhaleshwari, el Singla i el Rukni.
El seu curs total és d'uns 900 km. És un riu navegable però a la part superior hi ha diversos obstacles i especialment els rapids anomenats Banc de Kauriya que només poden passar alguns petit bots. A la part inferior del riu són unes roques a Fenchuganj les que impedeixen la navegación de vaixells de transport; altres obstacles al llarg del seu curs són superables excepte quan el riu està al mínim (el febrer).